# Португалия в миниатюре

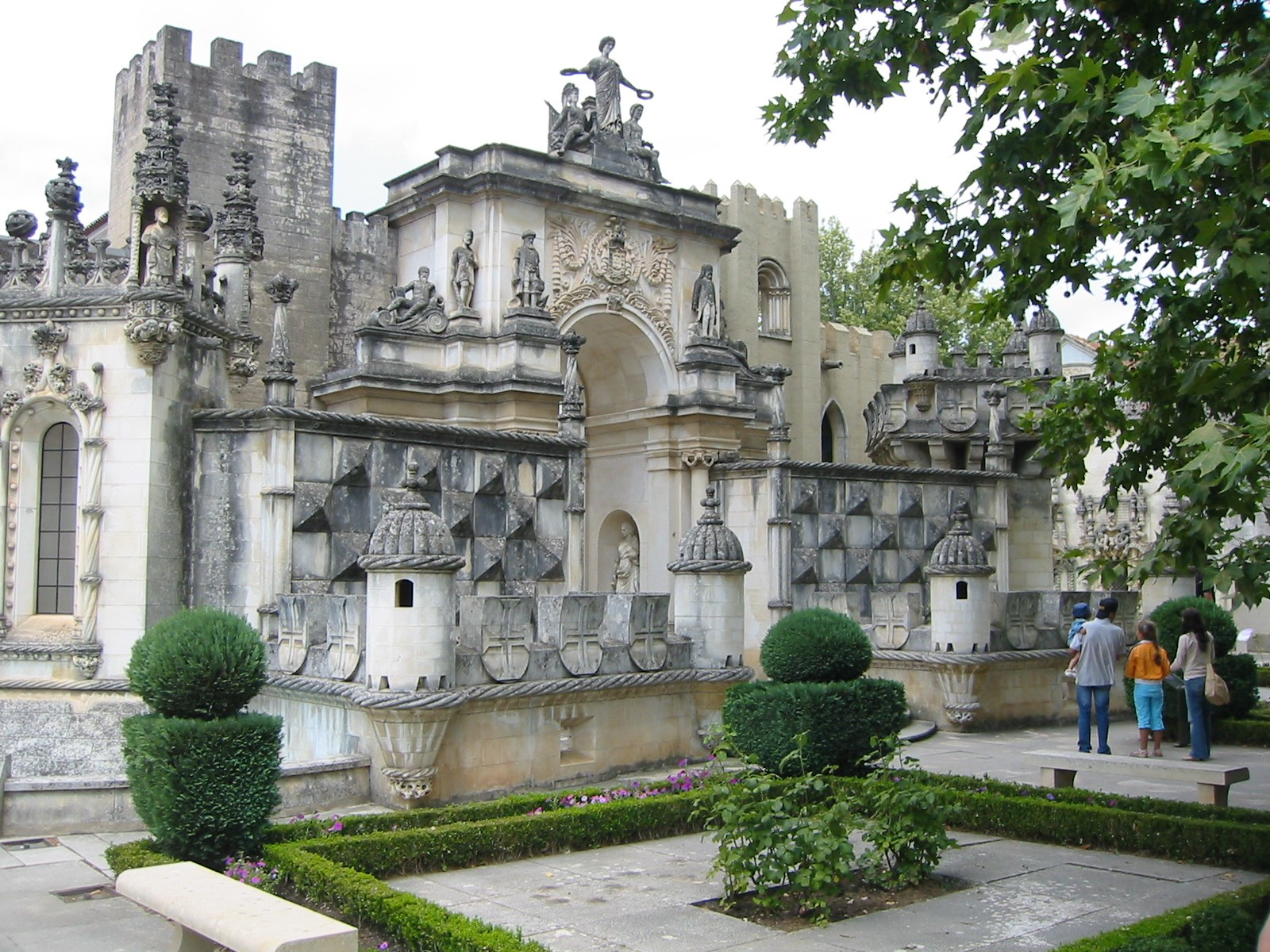

«Португалия в миниатюре» — тематический парк миниатюр в Коимбре, Португалия.
Расположен на левом берегу Мондегу, на площади Santa Clara. Строительство парка было начато в 1938 году по инициативе профессора Коимбрского университета Бисайя Баррету (порт. Fernando Baeta Bissaya Barreto Rosa). Открыт 8 июня 1940 года. Представляет в миниатюре архитектурные традиции Португалии и историю колониальной империи. На территории парка действуют три музея миниатюр: музей костюма (открыт 1 июня 1997 года, около 300 миниатюр), музей флота (открыт 1 июня 1998 года) и музей мебели (открыт 8 июня 2000 года). Ежегодно парк посещает около 400 тысяч человек.. В 2010—2011 гг. стоимость входного билета в парк для детей от 2 до 13 лет и для пенсионеров старше 65 лет составляет 5,5 евро, для взрослых — 8,95 евро.